# Hortonom

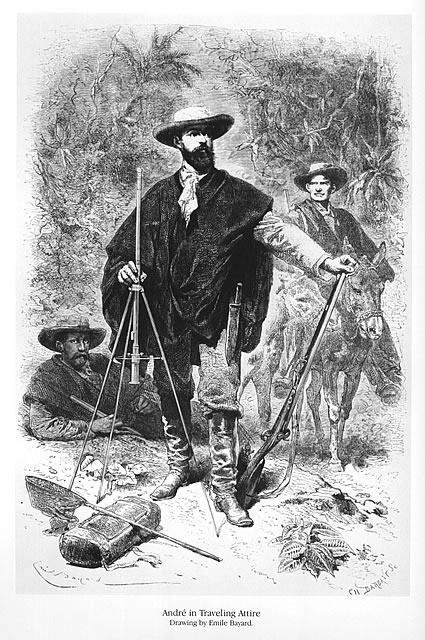
Den franske hortonomen Édouard André 1889.

Hortonom är en akademisk yrkestitel för en expert på trädgårdsvetenskap. Ordet hortonom kommer från latinets hortus som betyder trädgård och ändelsen -nom som betecknar en ämneskunnig. Hortonomens huvudämne är hortikultur (trädgårdsodling).
Hortonomer är växtbiologer specialiserade på trädgårdsodling i yrkesmässig skala. De ställer diagnoser, visar på orsaker och samband samt finner nya lösningar på gröna problem. En hortonom arbetar ofta kunskapsbaserat med frågeställningar kring produktion eller marknadsföring av växter. Det kan exempelvis vara som rådgivare, försäljningsansvarig, skribent, konsult eller forskare. Deras arbete innefattar vegetativ förökning och odling i syfte att förbättra växtlighet, avkastning, kvalitet, näringsvärde, och resistens mot insekter, sjukdomar och miljöpåfrestningar.
Den hortikulturella vetenskapen omfattar alla rena vetenskaper – matematik, fysik, kemi – plus geologi, biologi, samt tillhörande kunskaper och tekniker, vilka ligger till grund för trädgårdsodling, som växtpatologi, systematisk botanik, markvetenskap, entomologi, kunskap om ogräs och många andra discipliner. Den innehåller också inslag av samhällsvetenskap, såsom handel, marknadsföring och behandlingar som förbättrar trädgårdsodlingens bidrag till samhället.
Idag utbildas och examineras hortonomer vid Sveriges lantbruksuniversitet i Alnarp, och utbildningen är fem år lång (300 högskolepoäng).